# Phỗng
Phỗng (Chữ Nôm : 俸) là tục danh một ngẫu tượng thường đặt ở chốn thờ cúng trong phong tục An Nam trung đại.

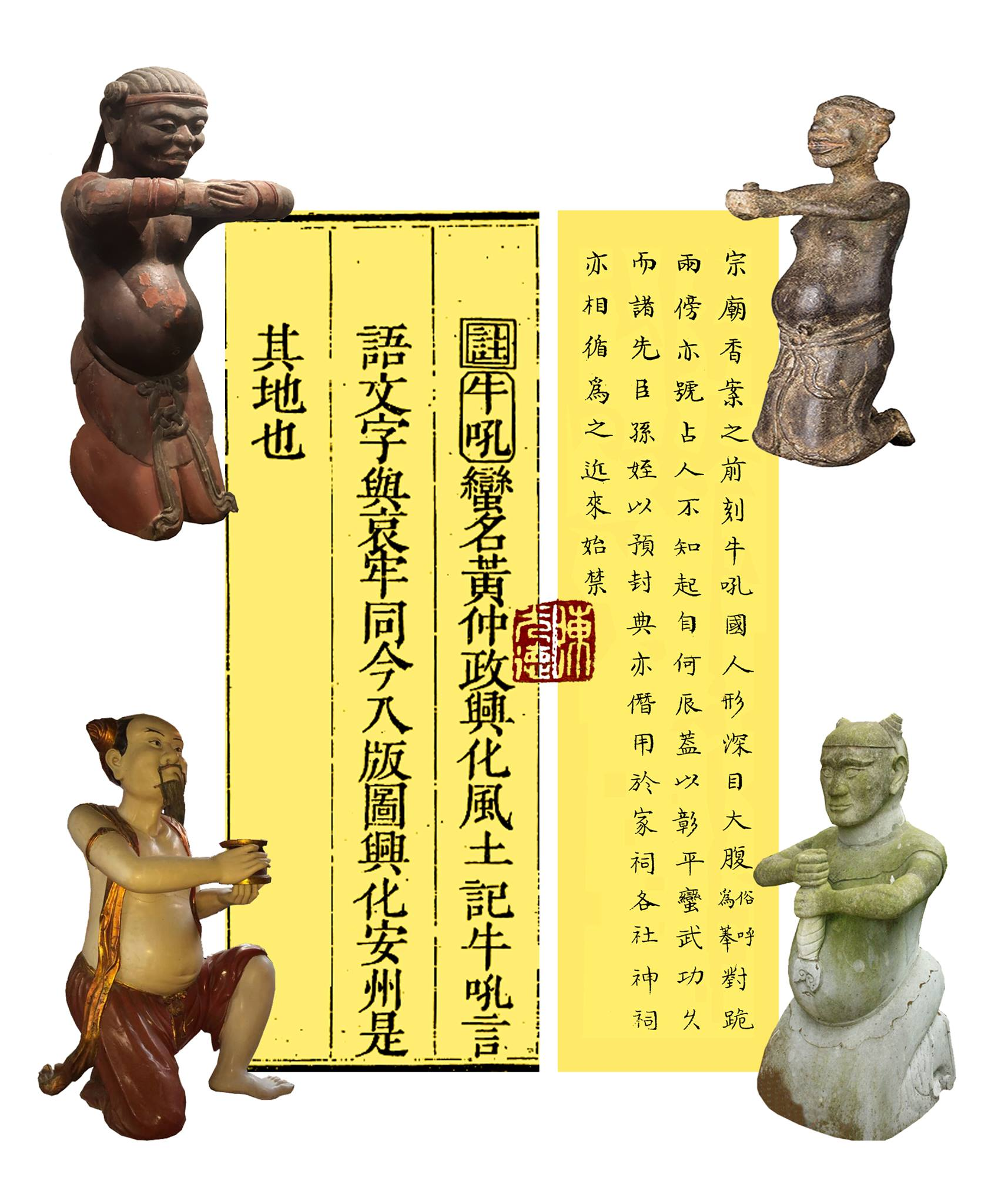
Tượng phỗng thời Lê ; nguyên văn dẫn từ Kiến văn tiểu lục và Khâm định Việt sử thông giám cương mục (Trần Quang Đức chú).

## Lịch sử
Phỗng / bổng (俸, 𪫊) minh diễn là những người được đền công nhờ việc đem trí lực ra hầu hạ bề trên. Tuy nhiên theo cổ sử, phỗng chủ yếu là các tù binh được quý tộc An Nam trưng dụng làm nô lệ. Cho nên, đặc trưng tượng phỗng là bụng phệ, dáng quỳ dâng nghi trượng hoặc đèn.
Tục tạc tượng phỗng có lẽ xuất hiện sớm nhất thời Hồng Đức, ban sơ chỉ có trong hoàng miếu, sau lan ra đền thờ các võ quan. Từ thời Mạc và Lê trung hưng thì tràn lan trong mọi nhà có chút tài sản, tới mức triều đình phải nhiều lần hạ lệnh cấm. Từ triều Nguyễn về sau, tục này căn bản mai một, phần nhiều do triều đình đặt trung ương ở Huế, phong hóa Bắc Thành đôi phần sa sút.
| “                                                                            | Phỗng, tượng người hầu đặt ở đền thờ, lăng tẩm, đa số có tạo hình bụng phệ, mắt to, môi dày, hai bên đầu có hai búi tóc xoáy tròn, ở tư thế quỳ gối, hai tay hoặc chắp lại hoặc dâng đèn, từ lâu đã không mấy xa lạ với người Việt mạn Bắc và Bắc Trung Bộ. "Ngây như phỗng" là cách nói ví von, chỉ sự thất thần, không có phản ứng trước những tác động từ bên ngoài. Tuy nhiên, phỗng có từ thời nào, gốc gác đến từ đâu, vì sao lại có tạo hình kỳ lạ đến vậy, có lẽ không mấy ai chú ý. Năm 1941, trong tập san "Đô thành hiếu cổ" (B.A.V.H.), nhà truyền giáo đến từ Paris là Y. Laubie đã có bài khảo "Ông phỗng qua các thế kỷ". Laubie thuần túy khảo sát dựa trên các pho tượng. Ông cho biết, tượng ông khảo sát được gọi là ông/thằng phỗng hoặc người Chàm. Dựa vào tạo hình mang dáng dấp người ngoại quốc, Laubie đi đến giả thuyết, phỗng có nguồn gốc là tù binh - nô lệ người Chăm, phải thực hiện nghi lễ cầu nguyện (orants Cham) trong đền thờ của người Việt. Nay đọc "Kiến văn tiểu lục" của Lê Quý Đôn, thấy ông viết rằng : "Trước bàn thờ ở tông miếu tạc hình người nước Ngưu Hống, mắt sâu, bụng lớn, tục gọi là phỗng, quỳ gối đối nhau ở hai bên, cũng gọi là người Chàm. Không biết bắt đầu từ khi nào, chừng là để nêu rõ võ công bình định người man di. Lâu ngày, con cháu của các bề tôi đời trước lấy cớ cha ông được ban thờ tự, cũng lấn vượt sử dụng ở từ đường. Đền thờ các xã cũng noi theo mà làm. Gần đây mới cấm". Qua ghi nhận của Lê Quý Đôn, có thể thấy hình tượng phỗng mắt sâu bụng phệ ban đầu được đặt ở tông miếu - tức là nơi thờ tổ tiên của nhà vua (ở đây chỉ tông miếu nhà Lê), sau đó lan sang từ đường của các vị quan có công trạng, cuối cùng là đền thờ thần ở làng xã. Phải đến cuối thế kỷ XVIII triều đình nhà Lê mới ban lệnh cấm. Phỗng với tạo hình người man di quỳ gối trước bàn thờ đế vương, nhằm nêu rõ võ công của đế vương chắc hẳn chỉ được tạo tác sau khi triều đình Đại Việt đã bình định xong đất của người man, hoặc chí ít sau khi đã bắt giết được thủ lĩnh của người man. Người man cụ thể được Lê Quý Đôn nhắc đến ở đây là man Ngưu Hống, bên cạnh giả thiết về người Chàm, đương thời cũng bị coi là man di. Ngưu Hống vốn là một tiểu quốc vùng Tây Bắc, có quan hệ triều cống với Đại Việt từ năm 1067 thời Lý, bị sáp nhập vào Đại Việt kể từ năm 1337 thời Trần. "Khâm định Việt sử thông giám cương mục" chú thích : "Ngưu Hống là tên người man di [...] có ngôn ngữ, văn tự giống Ai Lao. Nay đã nhập vào bản đồ, là đất Hưng Hóa, An Châu vậy". "Đại Việt sử ký toàn thư" cho biết : Năm 1329, Trần Minh Tông đế đích thân đi đánh mọi Ngưu Hống. Năm 1337 thì sai Hưng Hiếu vương thảo phạt người mọi Ngưu Hống : "Tiến quân vào trại Trịnh Kỳ, đánh tan quân mọi, chém tù trưởng của chúng là Xa Phần". Người Ngưu Hống được nói đến ở đây chính là người Thái vùng Sơn La theo cách gọi ngày nay. Xa Phần bị chém, Ngưu Hống bị sáp nhập vào Đại Việt kể từ năm 1337, sớm hơn 100 năm so với thời điểm Trà Toàn bị chém khiến Champa tan vỡ. "Toàn thư" cho biết, sau khi đã hạ thành Đồ Bàn, giết hơn 40 nghìn quân Chàm, bắt sống hơn 30 nghìn người Chàm, Lê Thánh Tông đế sai chém lấy đầu vua Chàm, Trà Toàn, "đốt xác ném xuống sông, chở đầu hắn đi, lại cắm lá cờ trắng ở đầu thuyền, đề mấy chữ ‘Đầu của tên đầu sỏ tội ác Trà Toàn nước Chiêm Thành’ để cho thiên hạ đều biết". Như vậy, nguồn gốc của tượng phỗng truy xa nhất có thể là người Ngưu Hống sau cuộc thảo phạt năm 1337, về sau bị đánh đồng với người Chàm sau trận chiến năm 1471. Ở đây, việc sử dụng hình tượng tù binh, thủ lĩnh người ngoại quốc bị đánh bại, quỳ gối thần phục trước lăng mộ của đế vương nhằm tỏ rõ võ công của vua một nước. Song, cũng là sự sỉ nhục nặng nề đối với cộng đồng những người thua cuộc. Để xảy ra chiến tranh, dĩ nhiên không chỉ do một phía, nhưng cách hành xử thiếu nhân văn của người thắng cuộc đời trước sẽ tạo nên những sang chấn tâm lý khó có thể chữa lành đối với lớp lớp hậu duệ đời sau. Càng lợi dụng tinh thần dân tộc, hận thù dân tộc sẽ càng thêm sâu sắc. Khi nào từng người Việt đều chỉ mang tinh thần quốc dân, dân của một nước chung, phi dân tộc, phi đảng phái, khi ấy mới thực sự thực hiện được việc hòa giải dân tộc trên diện rộng. | ” |
| — Vân-trai Trần-quang-Đức, Phỗng - người Thái hay người Chàm ?, Hà Nội, 2014 | |   |

## Hình ảnh

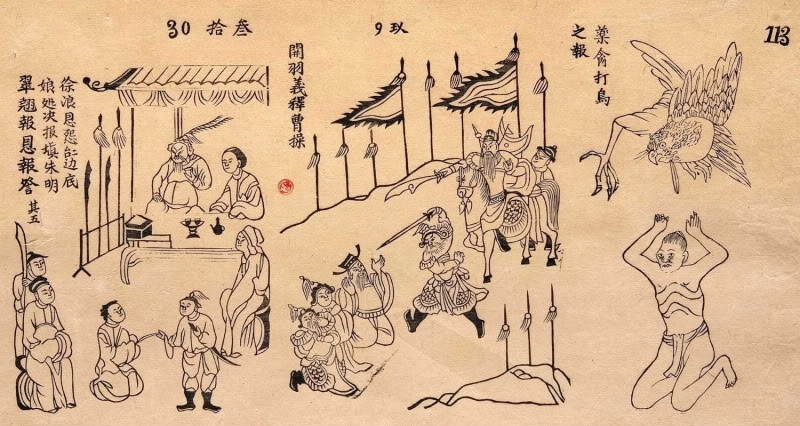
Tượng phỗng trong sách Technique du peuple Annamite.
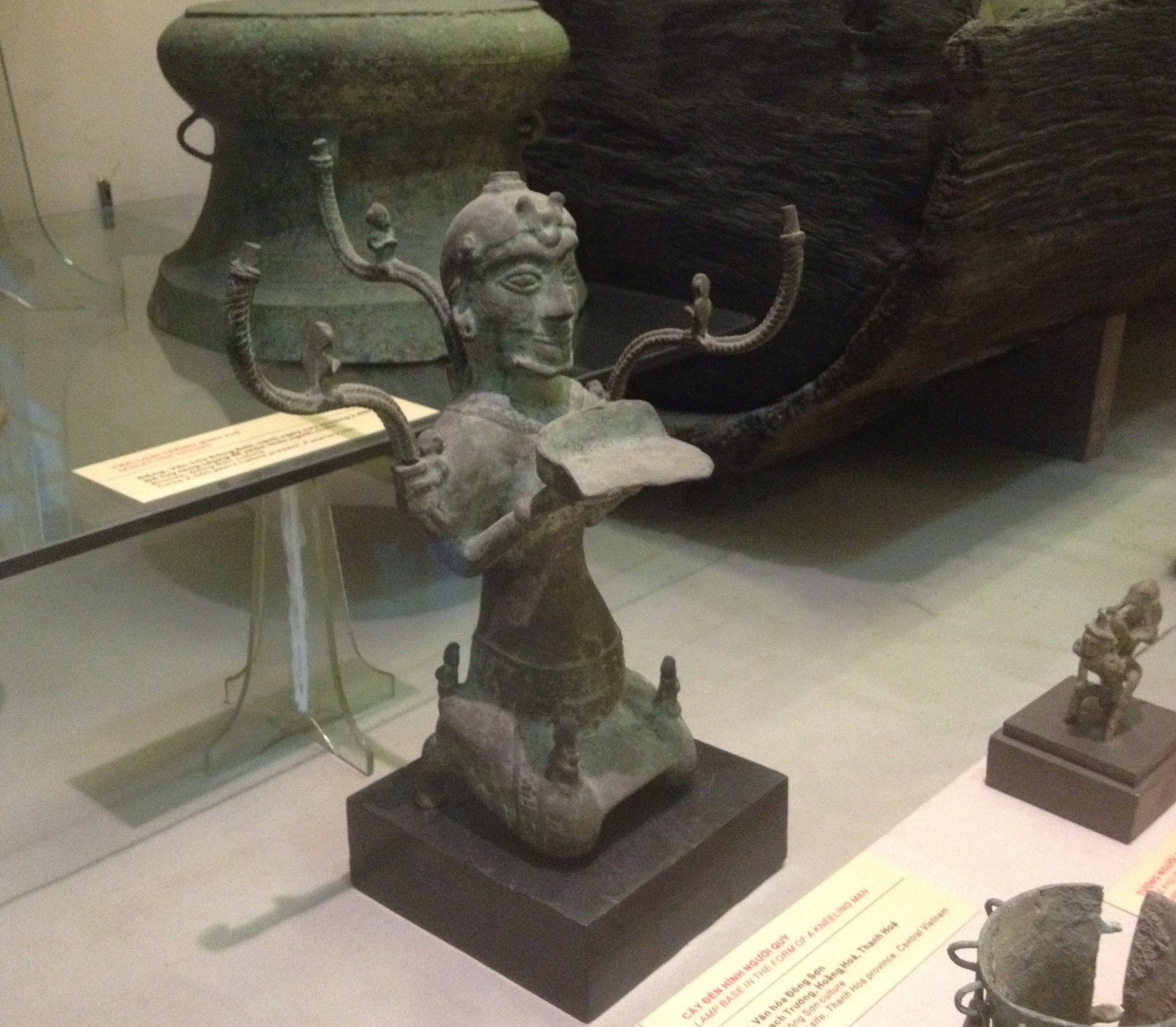
Đèn đồng hình phỗng chầu.
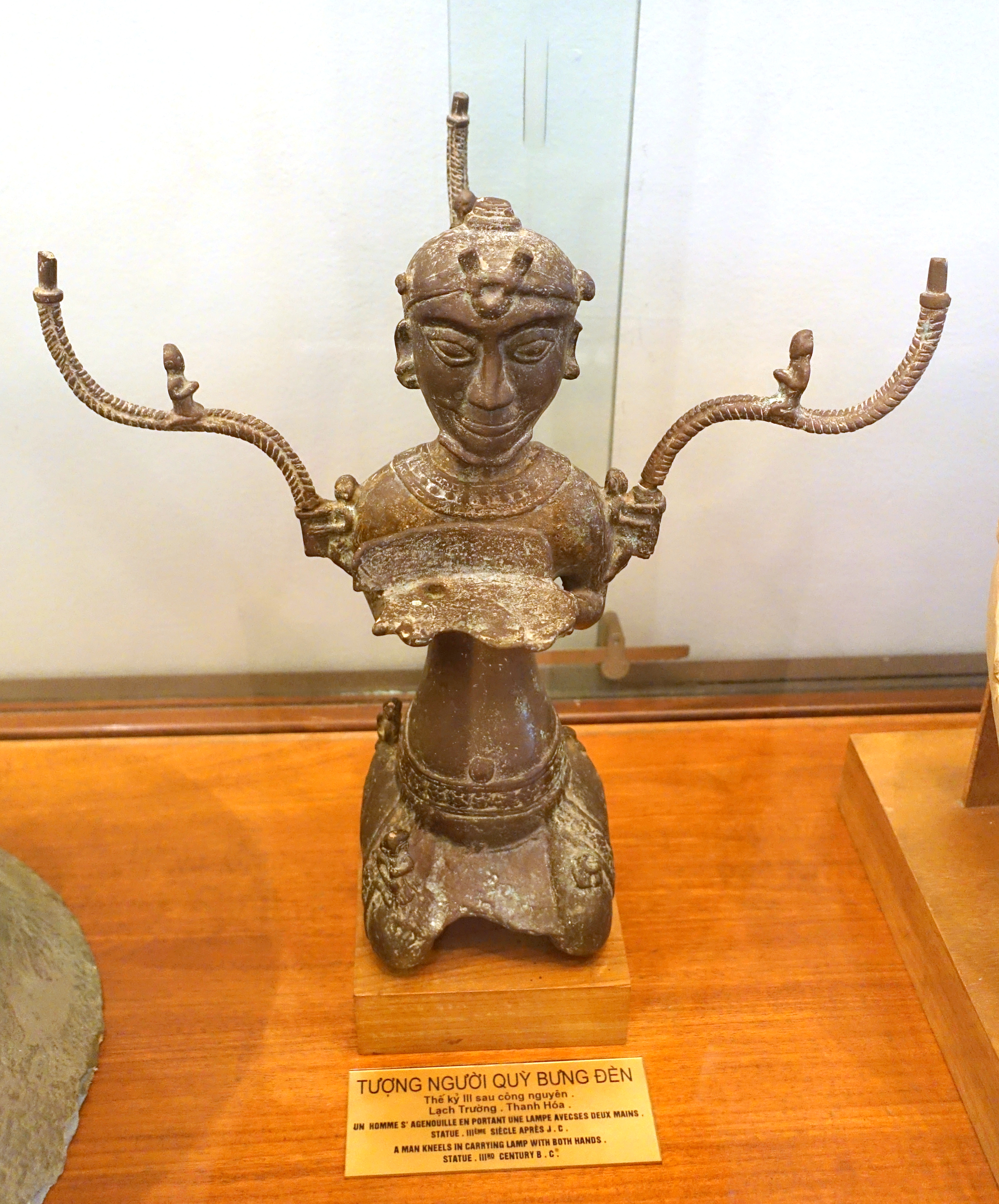
Đèn đồng hình phỗng chầu.
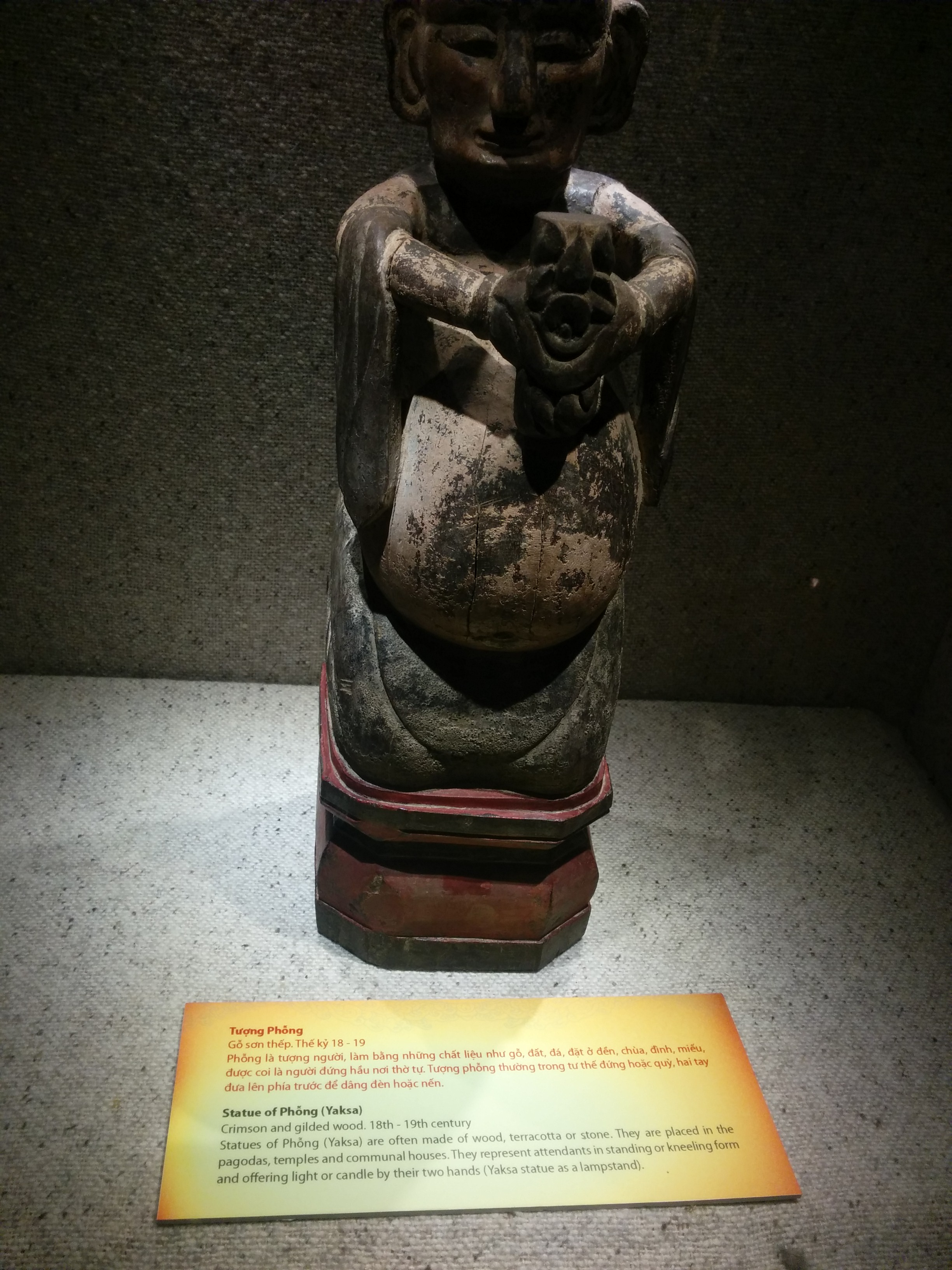
Tượng phỗng tại Bảo tàng Lịch sử Quốc gia Hà Nội.
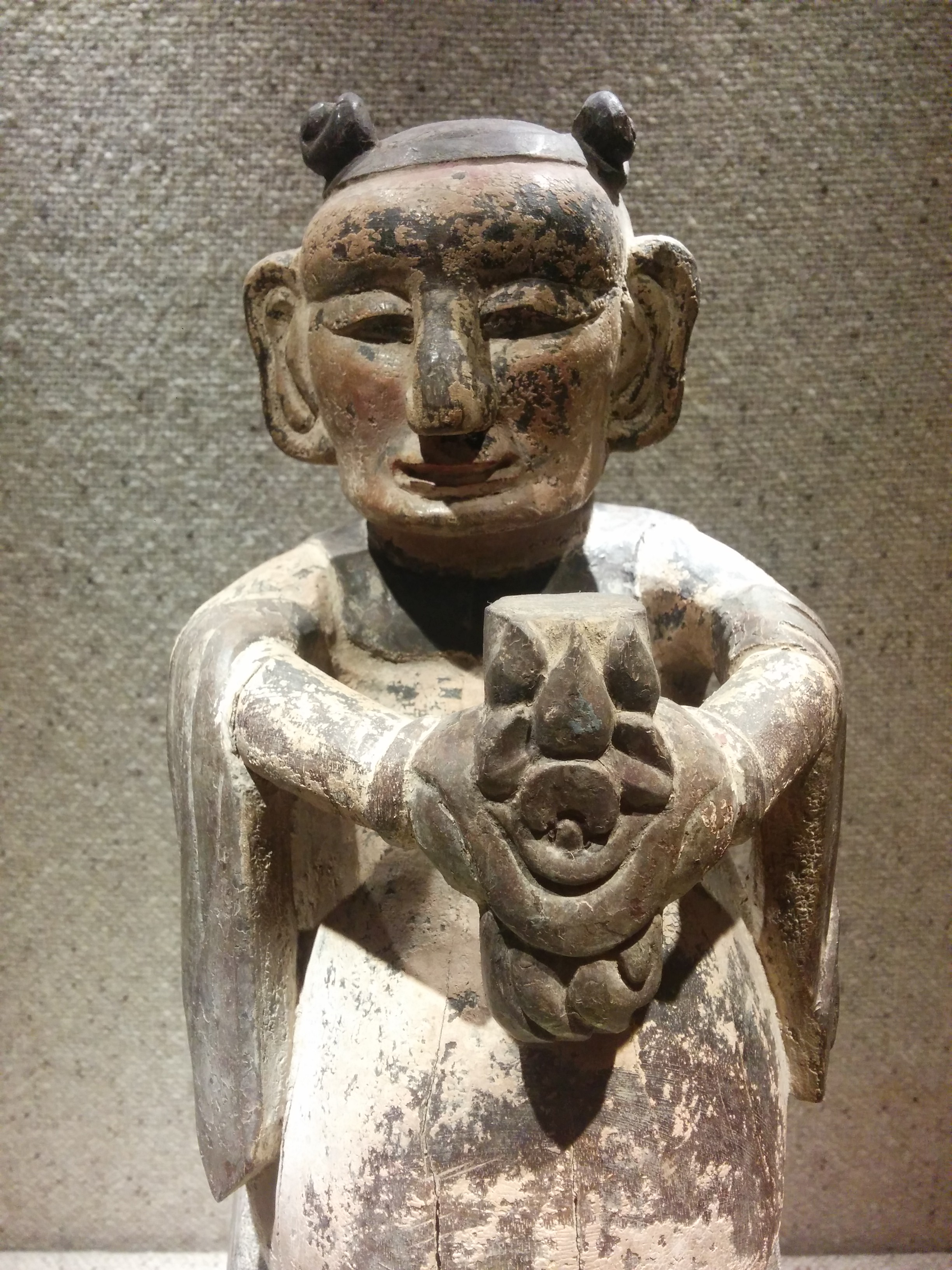
Tượng phỗng tại Bảo tàng Lịch sử Quốc gia Hà Nội.
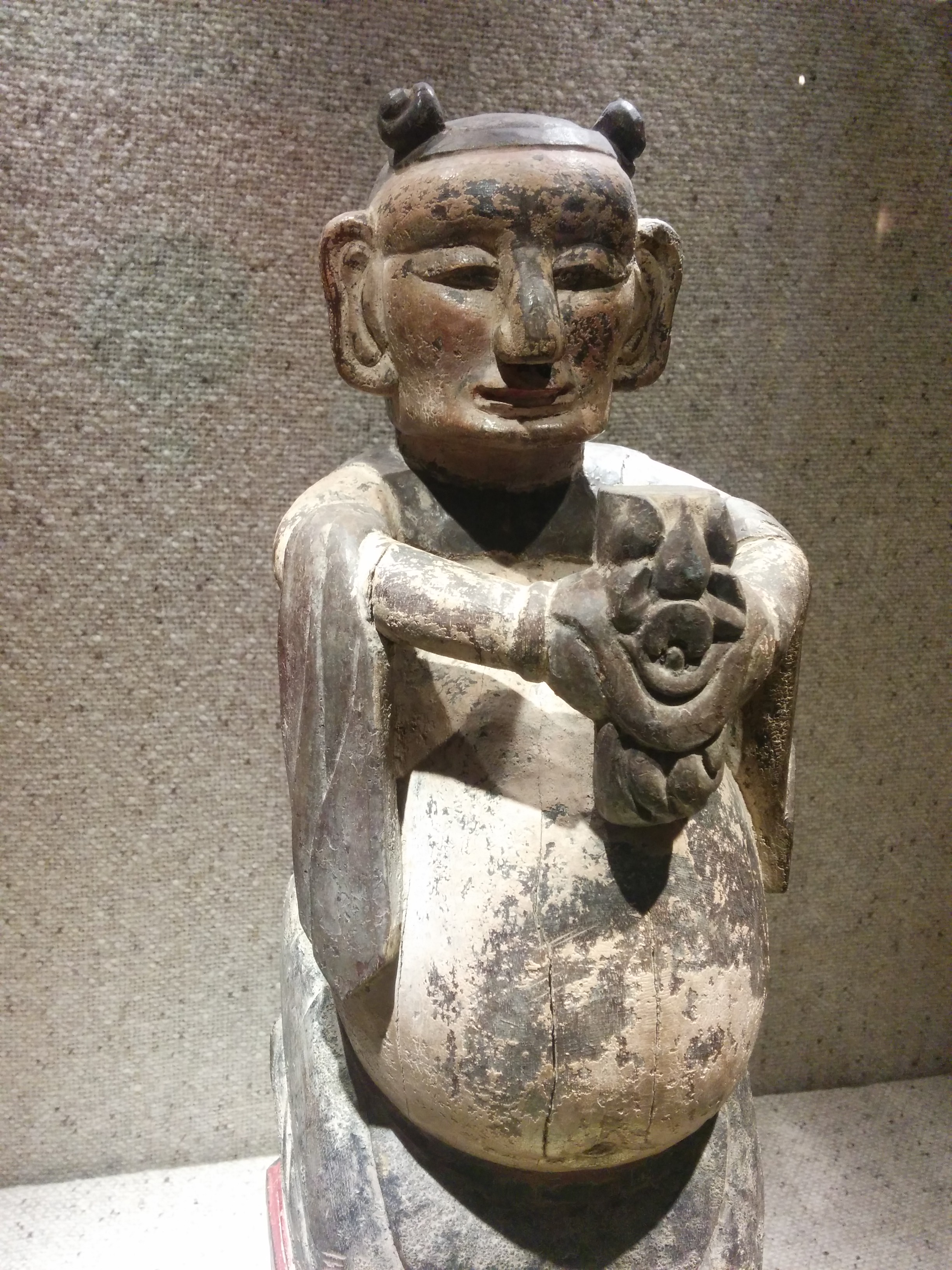
Tượng phỗng tại Bảo tàng Lịch sử Quốc gia Hà Nội.

## Văn hóa
Trong buổi dạy học ở nhà quan kinh lược Hoàng Cao Khải, nhân thấy đôi phỗng đá ngoài vườn, thi sĩ Nguyễn Khuyến bèn tức cảnh làm hai bài Ông phỗng đá.

## Liên kết
1. ↑  Huình Tịnh Của, Đại-nam quấc-âm tự-vị, Sài Gòn, 1895.

### Tư liệu
- Hãy bảo tồn nghề nặn phỗng đất truyền thống
- Phỗng đất : Đồ chơi truyền thống đang chìm vào lãng quên
- Ăn cắp phỗng tượng